# Ferdinand August von Lobkowitz

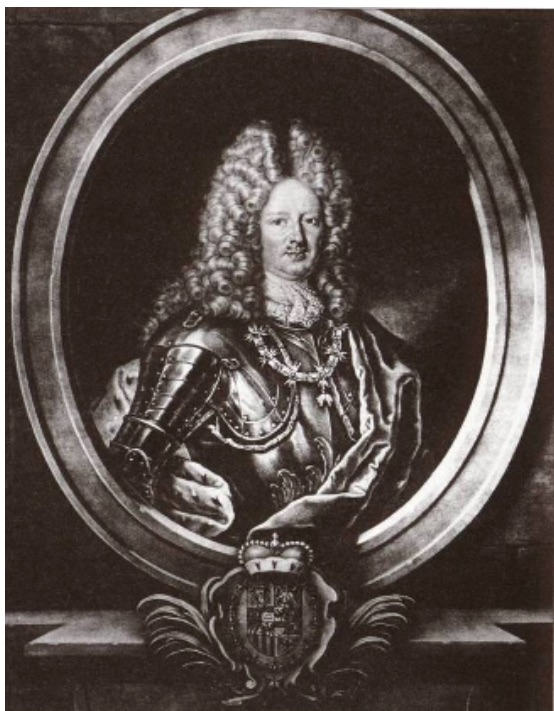
Ferdinand August Leopold von Lobkowitz von Georg Kilian

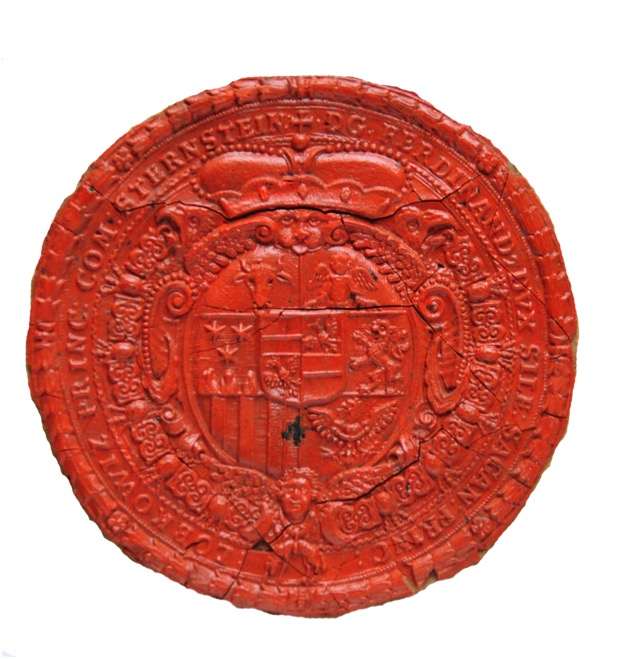
Siegel des Ferdinand August Leopold von Lobkowitz

Ferdinand August Leopold von Lobkowitz (tschechisch Ferdinand z Lobkowicz) (* 7. September 1655 in Neustadt an der Waldnaab, Bayerischer Reichskreis; † 3. Oktober 1715 in Wien) war ein böhmischer Adeliger und Diplomat und ab 1677 Herzog von Sagan.

## Leben
Er war der älteste Sohn des Wenzel Eusebius von Lobkowicz und dessen zweiter Gemahlin Auguste Sophie von Pfalz-Sulzbach. Da seine evangelisch gebliebene Mutter ihrem Gatten nicht in das katholische Wien folgen konnte, wurden er und seine Geschwister in der Oberpfalz geboren.
Er war auch der Inhaber der reichsunmittelbaren Gefürsteten Grafschaft Störnstein, zu der u. a. auch Neustadt an der Waldnaab und die Besitzungen der namengebenden Burg Störnstein gehörten. Als solcher hatte er wie bereits sein Vater Sitz und Stimme im Reichsfürstenrat. Das Haus Lobkowitz rangierte auf dem Immerwährenden Reichstag nach dem Schema alternantium im fürstlichen Kollegium zwischen den fürstlichen Häusern Hohenzollern und Salm.
Da er als Fürst des Heiligen Römischen Reiches den Kurfürsten von Bayern Maximilian II. Emanuel nicht als Oberherrn anerkennen wollte, nahm ihm dieser das in der Oberpfalz gelegene Gut Schönsee. Lobkowitz erhielt dafür 1710 während der kaiserlich-österreichischen Besetzung Bayerns und nach der Achtserklärung über den Kurfürsten Max Emanuel im Spanischen Erbfolgekrieg die Herrschaften Wertingen und Hohenreichen in Schwaben als österreichisches Mannlehen. Vermutlich dienten sie als nachträgliche Kompensation dafür, dass er 1676 einen Betrag von 190.000 fl zur Finanzierung des Krieges am Rhein in die kaiserliche Kriegskasse gespendet hatte. Durch den Friedensschluss mit Frankreich und die Wiedereinsetzung des bayerischen Kurfürsten verlor er die Herrschaften aber wenige Jahre später wieder, ohne eine Entschädigung dafür zu erhalten.
Ab 1691 bis 1700 war er als Prinzipalkommissar (Prinzipal-Commissarius) Vertreter des Kaisers auf den Reichstagen, speziell dem Immerwährenden Reichstag in Regensburg. Zwischen 1699 und 1708 war er Obersthofmeister der Kaisergattin Wilhelmine Amalie.

## Bauwerke, Mäzenatentum, Musiker

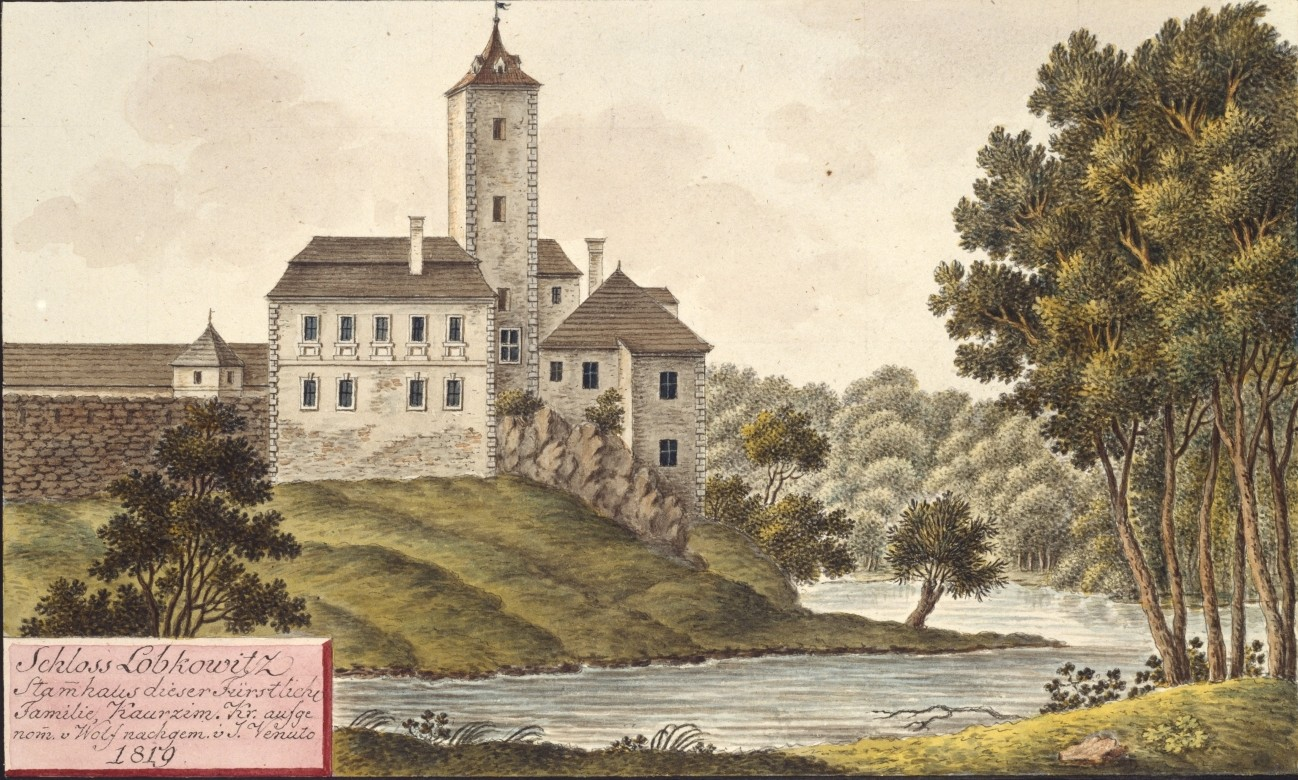
Schloss Lobkowitz, 1819

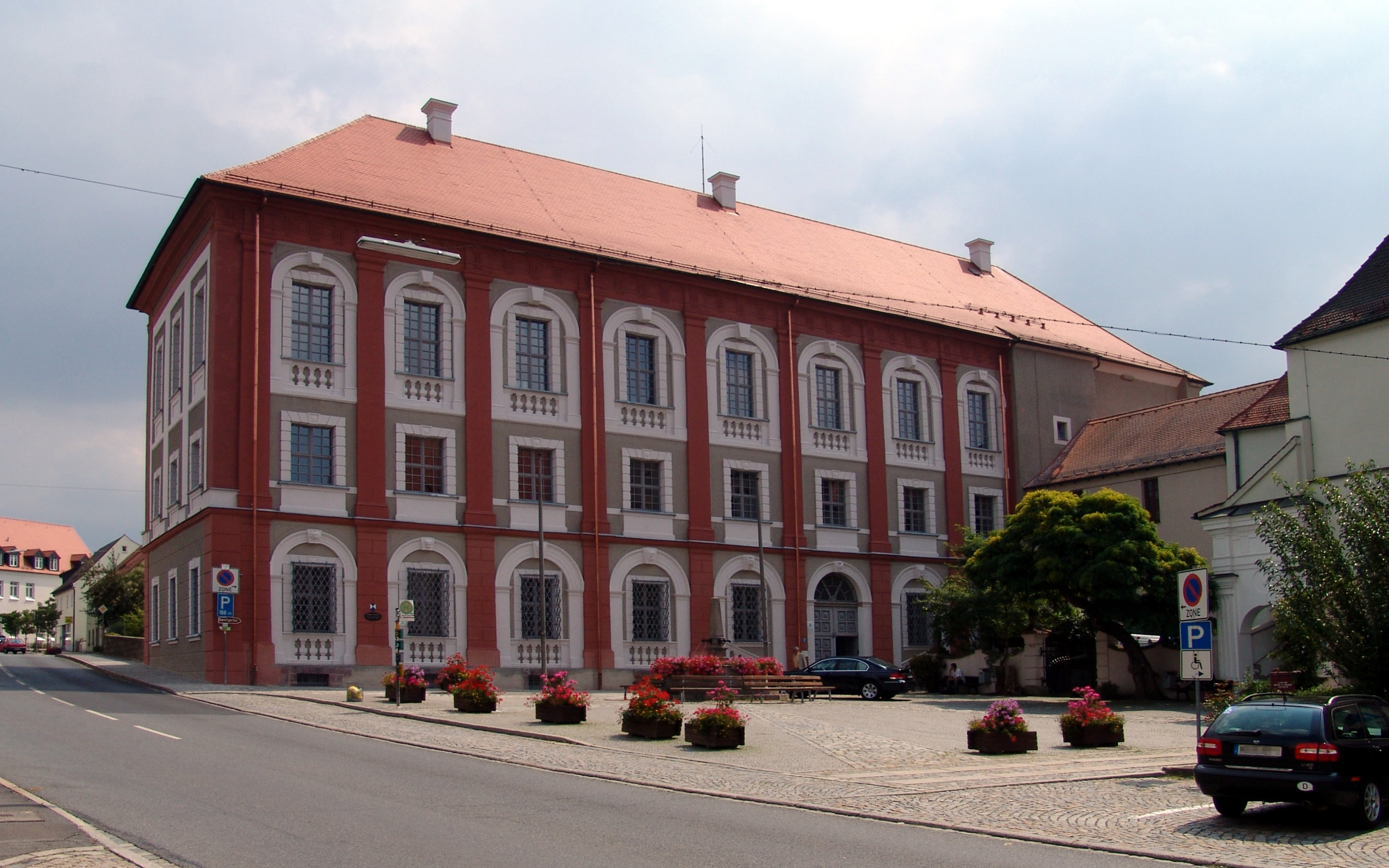
Neues Schloss in Neustadt an der Waldnaab

Unter ihm wurde 1679 Schloss Lobkovice in Lobkovice, dem Ursprungsort der Lobkowitzer, neu errichtet. Der Entwurf für das Schloss von stammt von Antonio della Porta.
Unter Ferdinand August wurde zwischen 1698 und 1717 auch das Neue Schloss in Neustadt an der Waldnaab errichtet. Hier ließ er auch das Kaplanhaus zu einem Kapuziner-Hospitium umgestalten. Dieses wurde 1806 aufgehoben, aber 1826 von König Ludwig I. von Bayern wieder als Curatbenefizium gestiftet, dessen Inhaber die ehemaligen Klostergebäude bewohnen dürfen.
Er selbst war auch ein Förderer der Kunst, so geht die 1678 bis 1680 erbaute Kirche St. Quirin (Püchersreuth) auf ihn zurück; er spendete auch einen Akanthusaltar in Hufeisenform für diese Wallfahrtskirche, in dem oberhalb ein Doppelwappen der Fürsten von Lobkowitz und der Markgrafen zu Baden-Baden (die Herkunftsfamilie seiner zweiten Gattin) eingearbeitet ist.
Da die Kaiserin Wilhelmine Amalie sehr kunstbegeistert war, lernte er am Wiener Hof die berühmtesten Instrumentalisten seiner Zeit kennen. Er selbst galt als einer der versierten Dilettanten für Lautenmusik. Der Hoflautenist des Prinzen Eugen von Savoyen, Jacques de Saint-Luc, widmete ihm Werke für Laute solo bzw. für Lautentrio.

## Ehen und Nachkommen
Ferdinand August zeugte 13 Kinder, sechs Söhne und sieben Töchter. Von den Söhnen erbte der älteste Philipp Hyacinth das Majorat; der zweite überlebende Sohn, Joseph Anton August ist als Kriegsteilnehmer bekannt; der dritte Sohn, Johann Georg Christian, ist Stifter des zweiten oder jüngeren fürstlichen Zweiges des Lobkowitzer. Die übrigen Söhne wie auch fünf Töchter starben in jungen Jahren. Zwei Töchter heirateten in hochgestellte Adelsfamilien ein, u. zw. Amalia Magdalena in das Fürstenhaus Schwarzenberg und Luise in das Haus Thurn und Taxis.
In 1. Ehe, geschlossen am 18. Juli 1677 in Hadamar, heiratete er Gräfin Claudia Franziska von Nassau-Hadamar (1660–1680). Aus dieser Ehe gingen folgende Kinder hervor:
- Eleonora von Lobkowicz (1678–1678)
- Leopold Kristian von Lobkowicz (1679–1680)
- Phillip Hyacinth von Lobkowitz (1680–1737)
  - ⚭ am 17. Oktober 1703 Heirat mit Eleonore Katharina Charlotte von Lobkowitz-Bilin (1685–1720)
  - ⚭ am 25. August 1721 in Wien Heirat mit Maria Wilhelmine Gräfin Althann (1703–1754)

In 2. Ehe, geschlossen am 17. Juli 1680, vermählte er sich mit Prinzessin Marie Anne Wilhelmine von Baden-Baden (1655–1702). Kinder aus dieser Ehe waren
- Josef Antonín von Lobkowicz (1681–1717)
- Eleonore Elisabeth Amalia Magdalena von Lobkowicz (1682–1741)
  - ⚭ am 20. Januar 1750 in Regensburg Adam Franz Karl zu Schwarzenberg, Herzog von Krumau (1680–1732)
- Maria Ludovika Anna von Lobkowicz (1683–1750)
  - ⚭ am 10. Januar 1703 mit Anselm Franz von Thurn und Taxis
- Ferdinand von Lobkowicz (1685–1727)
- Jiří Kristian von Lobkowicz (1686–1755)
- Hedvika von Lobkowicz (1688–1689)
- Augusta von Lobkowicz (1690–1692)
- Karel von Lobkowicz (1692–1700)
- Leopold von Lobkowicz (1694–?)
- Marie von Lobkowicz (1696–?)
- Eleonora von Lobkowicz (1698–?)

In 3. Ehe, geschlossen am 3. Dezember 1703 in Wien, heiratete er Gräfin Marie Philippine von Althann (1671–1706). Diese Ehe blieb kinderlos.
In 4. Ehe, geschlossen am 16. November 1707, heiratete er Prinzessin Maria Johanna von Schwarzenberg (1681–1739). Kinder aus dieser Ehe waren:
- Marie (1714–1718)
- Marie Ernestina (1715–1718)